# Calamoneta micrognatha
Espèce
Calamoneta micrognatha est une espèce d'araignées aranéomorphes de la famille des Cheiracanthiidae.

## Distribution
Cette espèce est endémique du Queensland en Australie. Elle se rencontre dans les monts Kirrama, les monts Graham et le mont Black.

## Description
La carapace du mâle holotype mesure 2,08 mm de long sur 1,80 mm et l'abdomen 3,56 mm de long sur 1,20 mm.

## Systématique et taxinomie
Cette espèce a été décrite par Raven et Hebron en 2024.

## Publication originale
- Raven & Hebron, 2024 : « A review of the spider genus Calamoneta Deeleman-Reinhold, a new genus in the Western Pacific and the genus Eutittha Thorell (Araneomorphae: Cheiracanthiidae). » Memoirs of the Queensland Museum, Nature, vol. 65, p. 82-109.